# 生命のシンバル
「生命のシンバル」（せいめいのシンバル）は、日本のバンド藍坊主の13枚目のシングル。2011年12月7日にトイズファクトリーから発売された。

## 概要
- ベストアルバム後、初のシングル。シングル初の初回限定版と通常版の2種類でのリリースとなる。
- 今作ではagehaspringsの野間康介がサウンドプロデューサーとして参加している。
- 初回版限定で、日本武道館で2011年5月6日に公演され『藍空大音楽祭 〜the very best of aobozu〜』のライブ音源4曲を収録。

## 収録曲
1. 生命のシンバル(4:52)
作詞：佐々木健太、作曲：藤森真一
2. ワンダーランドのワンダーソング(4:26)
作詞：佐々木健太、作曲：藤森真一
  - ファン投票で1位となった曲であり、2013年の年末ライブで披露された。

以下のトラックは『藍空大音楽祭 〜the very best of aobozu〜』ライブ音源
3. 星のすみか (Live Take)
4. セブンスター (Live Take)
5. 伝言 (Live Take)
6. 忘れないで (Live Take)